# Calciphilopteris
Calciphilopteris, rod papratnjača iz potporodice Cheilanthoideae, dio porodice bujadovki (Pteridaceae). Postoji četiri priznate vrste raširene od tropske Azije do južne Kine i sjeverne Australije koji se vode i kao sinonimi za rod  Hemionitis

## Rodovi
1. Calciphilopteris alleniae (R.M.Tryon) Yesilyurt & H.Schneid.
2. Calciphilopteris ludens (Wall. ex Hook.) Yesilyurt & H.Schneid.
3. Calciphilopteris papuana (Copel.) Yesilyurt & H.Schneid.
4. Calciphilopteris wallichii Yesilyurt & H.Schneid.